# Barilla (cheval)
Pour les articles homonymes, voir Barilla.
Barilla (née le 12 juin 2001), surnommée « Baba », est une jument de dressage para-équestre de race Irish Cob, montée par la cavalière belge Barbara Minneci. Barilla et Barbara Minneci ont participé aux Jeux paralympiques d'été de 2012 dans le championnat individuel de grade II et le style libre individuel de grade II, décrochant la médaille d'or en individuel. Ils participent aussi aux  Jeux paralympiques d'été de 2016.

## Histoire
Barilla naît le 12 juin 2001. Elle est acquise par Barbara Minneci à l'âge de trois ans, bien que la cavalière recherchait un cheval plus âgé. Elle recherche alors un cheval de thérapie pour pratiquer de nouveau l'équitation, et non un cheval de compétition. Barilla participe aux Jeux paralympiques de Londres en 2012, en grade II, avec la cavalière belge Michèle George.
Barbara Minecci et Barilla sont sélectionnés pour les Jeux paralympiques d'été de 2016 à Rio,,. Seul couple cavalier-cheval belge à prendre le départ en grade II, ils terminent à 67,471 % : Minecci analyse cette performance par une absence de faute mais des faiblesses au trot moyen. Barilla, âgée de 15 ans, est mise à la retraite après cette épreuve.

## Description
Barilla est une jument de race Irish Cob, de robe pie-noire et d'assez petite taille. Sa cavalière la décrit comme très patiente et posée. Barilla est travaillée à la voix et avec le poids du corps.

## Palmarès
Les notes du couple dépassent en général les 70 %
- 2012 : Médaille d'or en individuel aux Jeux paralympiques d'été de 2012, à Londres[1].
- Juin 2015 : Vainqueur en individuel et par équipes, et 2e du Freestyle au CPEDI3* de Mulhouse[1].
- Septembre 2015 : Médaille de bronze au championnat d'Europe d'équitation handisport de Deauville[1].
- Mai 2016 : 4e par équipes au CPEDI3* de Roosendaal[1].
- Septembre 2016 : 11e en team test et 12e en individuel aux Jeux paralympiques d'été de 2016 à Rio de Janeiro[10].